# Liste des écorégions du Cameroun
Voici une liste des écorégions du Cameroun, selon le Fonds mondial pour la nature (WWF).

## Écorégions terrestres
par type d'habitat majeur

### Forêts de feuillus humides tropicales et subtropicales
- Forêts équatoriales côtières de l'Atlantique
- Forêts des hauts plateaux camerounais
- Forêts côtières Cross–Sanaga–Bioko
- Forêts montagnardes du Mont Cameroun et du Bioko
- Forêts des basses terres congolaises du nord-ouest

### Prairies tropicales et subtropicales, savanes et arbustes
- Savane soudanienne orientale
- Mosaïque forêt-savane guinéenne
- Mosaïque du plateau de Mandara
- Mosaïque forêt-savane du nord du Congo
- Savane sahélienne à Acacia

### Mangroves
- Mangroves d'Afrique centrale

## Écorégions d'eau douce
par biorégion

### Nilo-Sudan
- Bassin versant du lac Tchad

### Équatorial côtier ouest
- Équatorial côtier du centre-ouest
- Côte équatoriale nord-ouest
- Lacs de cratère équatorial occidental

### Congo
- Sangha

## Écorégions marines
- Golfe de Guinée Central